# Hippophae
Hippophae é um género botânico pertencente à família Elaeagnaceae. Compreende cerca de uma dezena de espécies, das quais a mais conhecida, Hippophae rhamnoides (popularmente chamada espinheiro marítimo, espinheiro-cerval marítimo ou falso-espinheiro , é usada na preparação de cosméticos, xaropes e sucos.

## Descrição

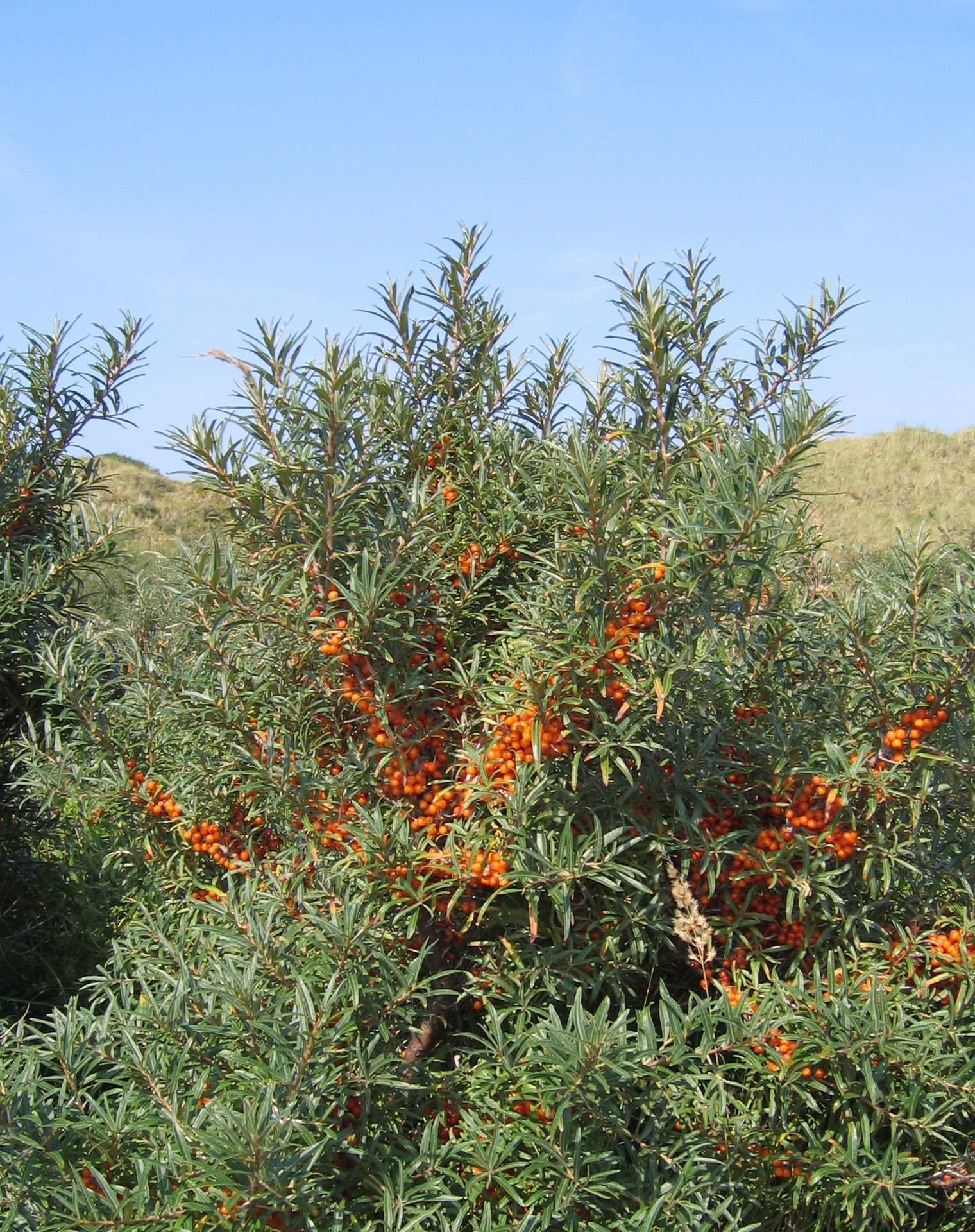
Hippophae rhamnoides

O gênero Hippophae está presente em uma vasta área que vai da Europa à Asia, incluindo o norte da China, Mongólia, Índia, Nepal, Paquistão, Rússia, Itália, Inglaterra, França, Dinamarca, Países Baixos, Polônia, România, Finlândia, Suécia e Noruega. Mais de 90% da área de cultivo, cerca de 1,5 milhões de hectares, encontra-se na China, onde a Hippophae rhamnoides é empregada para prevenir a erosão do solo, além de servir como alimento e para a produção de medicamentos.. O arbusto atinge de 0,5 m a 6 m de altura, e raramente chega a 10 m, na Ásia Central, em zonas secas e arenosas. É resistente ao sal do ar e da terra, mas precisa de muito sol, não se adaptando a locais sombreados por árvores. Nos países da Europa Ocidental, encontra-se sobretudo nas zonas costeiras, onde o sal proveniente do mar não favorece a presenças de plantas maiores. Na Ásia Central, a H. rhamnoides distribui-se nas zonas de clima árido e semidesértico, onde outras plantas não sobrevivem. Na Europa Central e na Ásia, nas zonas subalpinas de até 1500 m de altitude, é encontrada na linha das árvores ao pé das montanhas e em outros lugares ensolarados.

## Benefícios daHippophae rhamnoides
O espinheiro marítimo é riquíssimo em vitamina C (conteúdo médio de 695 mg por 100 gramas, muito superior a do kiwi e dos cítricos). A polpa do fruto em estado natural é muito ácida (adstringente) e oleosa, pouco agradável ao paladar. O congelamento diminui as propriedades adstringentes e assim a polpa pode ser consumida na forma de suco ou na preparação de geleias, doces e licores.
Estuda-se a aplicação do óleo extraído sob pressão (a frio) como suplemento alimentar por suas propriedades antioxidantes. Atribuem-se-lhe capacidades várias, como, por exemplo, a de estimular a liberação de gordura pelas células adiposas e a utilização dessa energia liberada pelos músculos. Teoricamente - estudos comprovados apenas em ratos - esse óleo, também conhecido por ômega-7, é capaz de ajudar no emagrecimento saudável, na diminuição de ateromas, na estimulação da produção de colágeno, aumento de elasticidade dos vasos sanguíneos, no fortalecimento de unhas e cabelo, na regeneração da pele, na diminuição de inflamações, de acne, de sintomas da síndrome do intestino irritável e outros benefícios. Ainda não se conhece, contudo, a posologia adequada aos humanos. Por isso, não se deve consumir sem antes consultar médico nutrólogo.

## Sistemática

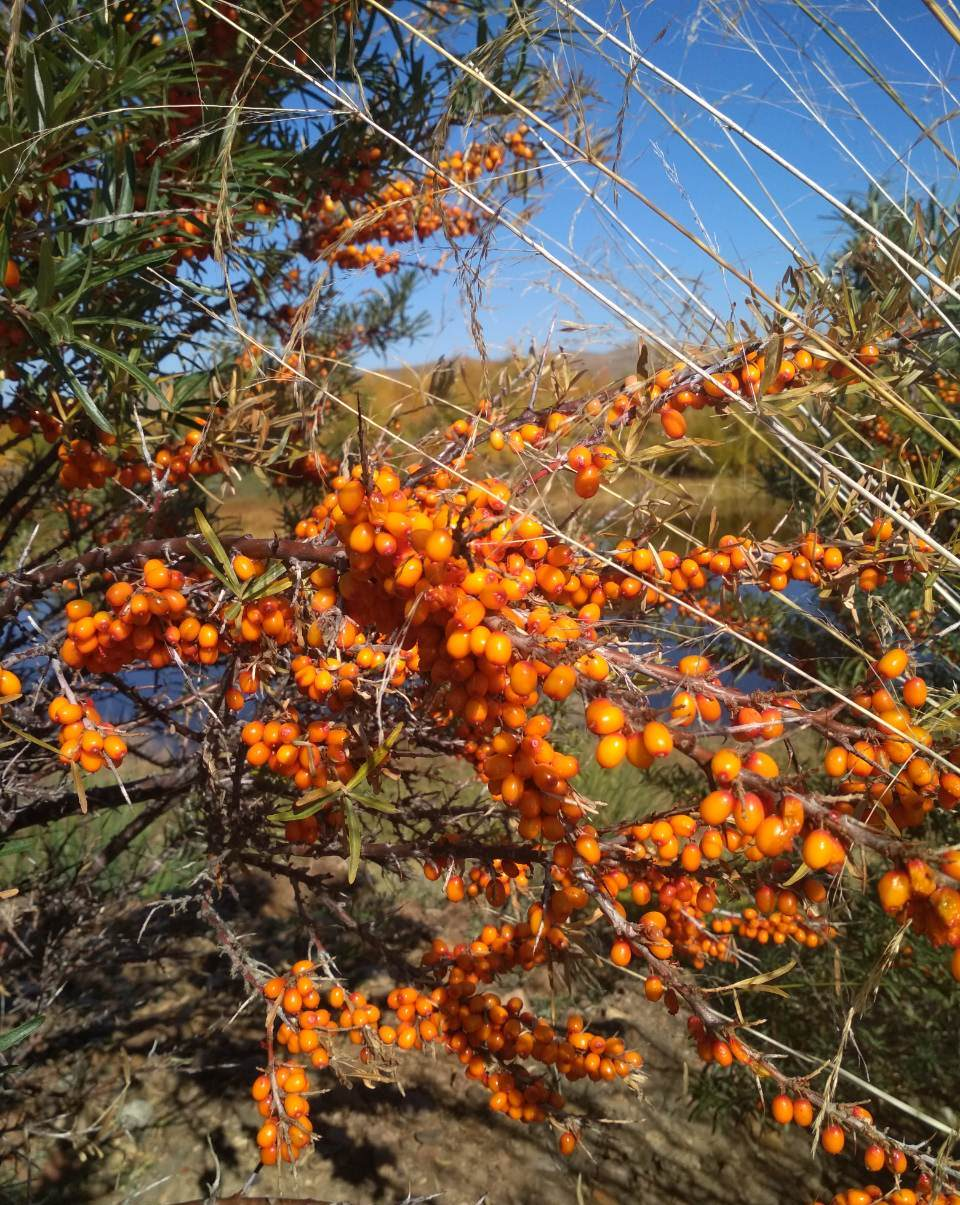
Frutos maduros de espinheiro-mar. Distrito de Selenginsky, Buriácia, Rússia

O gênero Hippophae inclui de sete a quinze espécies:
- Hippophae caucasica (*)
- Hippophae fasciculata
- Hippophae fluviatilis (*)
- Hippophae goniocarpa
- Hippophae gyantsensis (*)
- Hippophae litangensis
- Hippophae mongolica (*)
- Hippophae nepalensis
- Hippophae neurocarpa (*)
- Hippophae rhamnoides
- Hippophae salicifolia
- Hippophae sinensis(*)
- Hippophae tibetana(*)
- Hippophae turkestanica(*)
- Hippophae yunnanensis(*)

Notas.
 1) As espécies indicadas com (*) são consideradas como subespécies de H. rhamnoides, por alguns autores. 
 2) Hippophae canadensis e algumas outras espécies foram reclassificadas, passando a compor o gênero  Shepherdia.
Variações com relação à lista do International Plant Names Index (IPNI):
Hippophae tibetana para o IPNI é sinônimo de H. rhamnoides. Hippophae mexicana foi excluída.

## Classificação do gênero
| Sistema | Classificação                    | Referência               |
| ------- | -------------------------------- | ------------------------ |
| Linné   | Classe Dioecia, ordem Tetrandria | Species plantarum (1753) |